# Мамекине
Маме́кине — село в Україні, у Новгород-Сіверській міській громаді Новгород-Сіверського району Чернігівської області. До 2020 орган місцевого самоврядування — Мамекинська сільська рада.
Населення становить 350 осіб.

## Археологічні розвідки
Поблизу села виявлено 7 поселень (2 тис. до н. е., 3-13 ст.) і городище 10-13 ст., яке, можливо, є залишками села новгород-сіверських князів Мелтекова, що згадується в літописах під 1146 р. У 1986 р. тут було знайдено скарб монетних срібних гривен 12-13 ст., на початку 20 ст. — скарб з трьох срібних гривен середини 1 тис. н. е.

## Історія
Мамекине вперше згадується у 1763 р.
За даними на 1859 рік у власницькому селі Новгород-Сіверського повіту Чернігівської губернії мешкало 824 особи (396 чоловічої статі та 428 — жіночої), налічувалось 104 дворових господарства, існувала православна церква.
Станом на 1886 у колишньому власницькому селі, центрі Мамекинської волості мешкало 899 осіб, налічувалось 173 дворових господарства, існували православна церква, постоялий двір, постоялий будинок, водяний млин, сукновальня.
За даними на 1893 рік у поселенні мешкало 1243 особи (603 чоловічої статі та 640 — жіночої), налічувалось 202 дворових господарства.
За переписом 1897 року кількість мешканців зросла до 1256 осіб (596 чоловічої статі та 660 — жіночої), з яких 1247 — православної віри.
1923 – село стало адміністративним центром Мамекинського району Новгород-Сіверської округи, 330 дворів, 1727 мешканців, хоча в районі і були значно більші поселення, наприклад Грем'яч , Шептаки, Смяч.
12 червня 2020 року, відповідно до розпорядження Кабінету Міністрів України № 730-р «Про визначення адміністративних центрів та затвердження територій територіальних громад Чернігівської області», увійшло до складу Новгород-Сіверської міської громади.
19 липня 2020 року, в результаті адміністративно - територіальної реформи та ліквідації колишнього Новгород-Сіверського району, село увійшло до новоствореного Новгород-Сіверського району Чернігівської області.
30 квітня 2024 року під час обстрілу російським агресором у напрямку села зафіксовано один вибух: вибуховий пристрій, скинутий з БпЛА.

## Населення

### Мова
Розподіл населення за рідною мовою за даними перепису 2001 року:
| Мова       | Кількість | Відсоток |
| ---------- | --------- | -------- |
| українська | 186       | 53.14%   |
| російська  | 163       | 46.57%   |
| білоруська | 1         | 0.29%    |
| Усього     | 350       | 100%     |

## Відомі люди
- Литвин Микола Олексійович (1932) — український діяч КПРС. Кандидат історичних наук.
- Ященко Іван Григорович (1918—1998) — радянський вояк.
- Володимир Черненко (1995—2020) — старший сержант 58-ї окремої механізованої бригади. Загинув воїн близько 18 години 3 березня 2020 року під час ворожого обстрілу позицій українських захисників на Луганщині.